# Expedição 24
Expedição 24 foi a 24ª expedição de longa duração à Estação Espacial Internacional, realizada entre 1 de junho e 25 de setembro de 2010. Ela foi composta de seis astronautas, três russos e três norte-americanos.
Foram realizadas três caminhadas espaciais já previstas e uma adicional, para realizar um conserto de emergência numa bomba de refrigeração externa da estação. A tripulação foi lançada ao espaço em datas diferentes, nas naves russas Soyuz TMA-18 e Soyuz TMA-19.

## Tripulação
| Posição             | Primeira parte (Junho de 2010) | Segunda parte (Junho até setembro de 2010) |
| ------------------- | ------------------------------ | ------------------------------------------ |
| Comandante          | Alexandr Skvortsov             | Alexandr Skvortsov                         |
| Engenheiro de voo 1 | Mikhail Kornienko              | Mikhail Kornienko                          |
| Engenheira de voo 2 | Tracy Caldwell                 | Tracy Caldwell                             |
| Engenheiro de voo 3 |                                | Fyodor Yurchikhin                          |
| Engenheira de voo 4 |                                | Shannon Walker                             |
| Engenheiro de voo 5 |                                | Douglas Wheelock                           |

## Missão
A missão foi iniciada em 1 de junho, após o desacoplamento da Soyuz TMA-17, levando de volta à Terra os integrantes da expedição anterior. Skvortsov, Kornienko e Caldwell, no espaço desde 2 de abril, aguardaram a chegada da TMA-19, que, lançada de Baikonur em 15 de junho com Yurchikhin, Walker e Wheelock acoplou-se em 17 de junho, dando início à Expedição com todos os seis membros.
A Expedição teve dois incidentes: em 31 de julho, a tripulação foi acordada por um alarme na estação, causado por uma falha numa bomba de refrigeração, que causou o travamento de um controle remoto de força e a perda de energia em parte da ISS. Os astronautas Wheelock e Caldwell precisaram fazer uma caminhada espacial e da ajuda do controle da missão em Houston para realizar alguns reparos externos, para recarregar o sistema da estação. Pouco tempo depois outro alarme soou quando Houston tentou religar a bomba de refrigração.
Um segundo problema num anel de acoplamento do módulo Poisk causou um atraso de cerca de 24 horas na data planejada para a aterrissagem da Soyuz TMA-18. A falha provavelmente ocorreu por uma indicação errada de um micro-interruptor localizado  entre a Soyuz acoplada e o módulo em que acoplou. Uma engrenagem de transmissão, ligada ao mecanismo de encaixe, também foi encontrada com dois dentes quebrados, o que pode ter ajudado a causar o problema.
Esta expedição realizou o final da montagem do laboratório, instalando os equipamentos finais para permitir a utilização total da estação para pesquisas, desenvolvimento de tecnologia e educação, colocando para funcionar todo o potencial da ISS para trabalhar pelos povos da Terra. Ela encerrou -se em 25 de setembro com o desacoplamento da Soyuz TMA-18 levando de volta à Terra a tripulação, que pousou em segurança nas estepes do Casaquistão na manhã do mesmo dia.

## Galeria

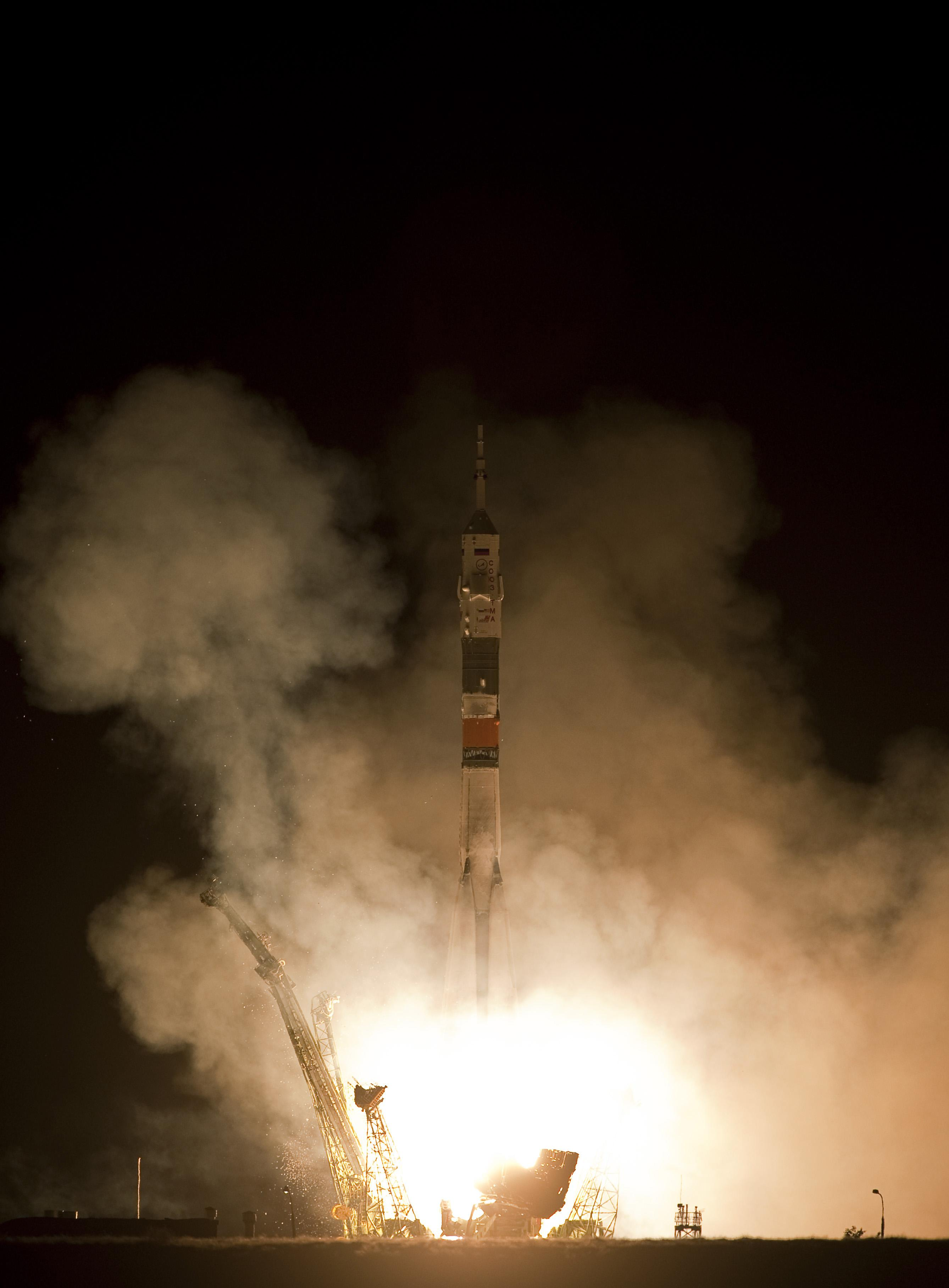
A Soyuz TMA-19 sendo lançada de Baikonur.
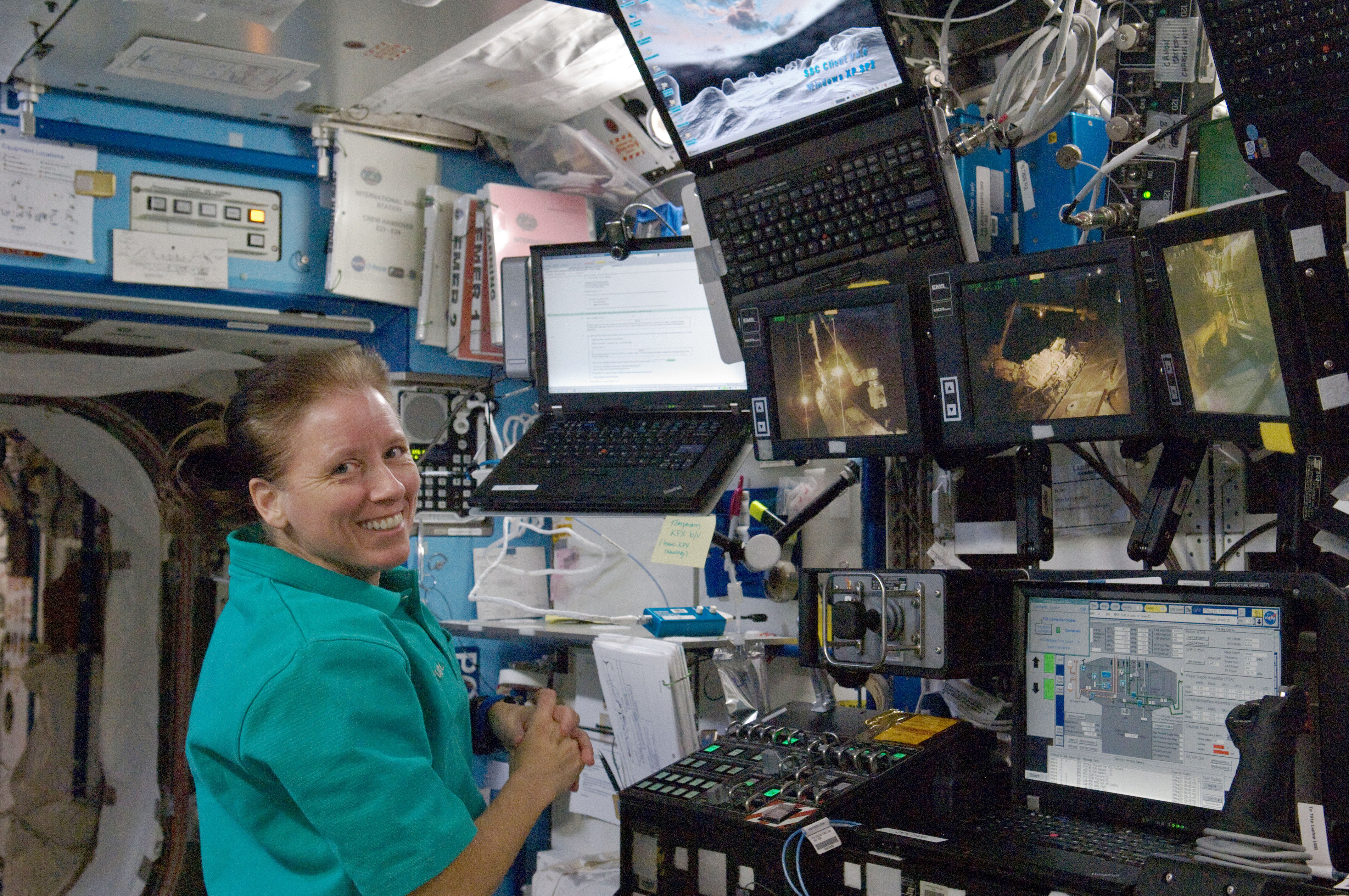
Shannon Walker trabalha no módulo Destiny
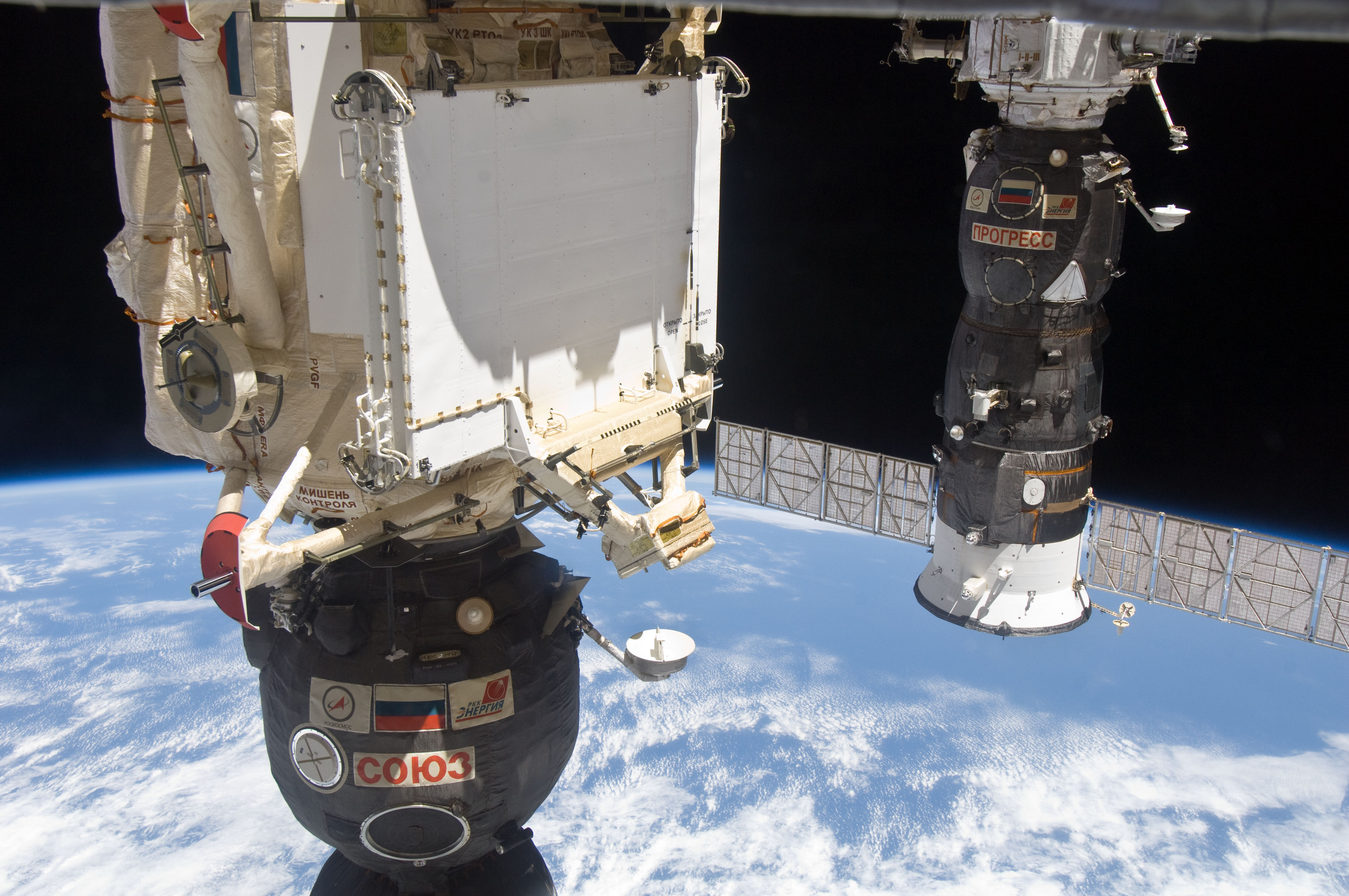
A Soyuz TMA-19 e o cargueiro não-tripulado  Progress 37 acoplados à ISS.
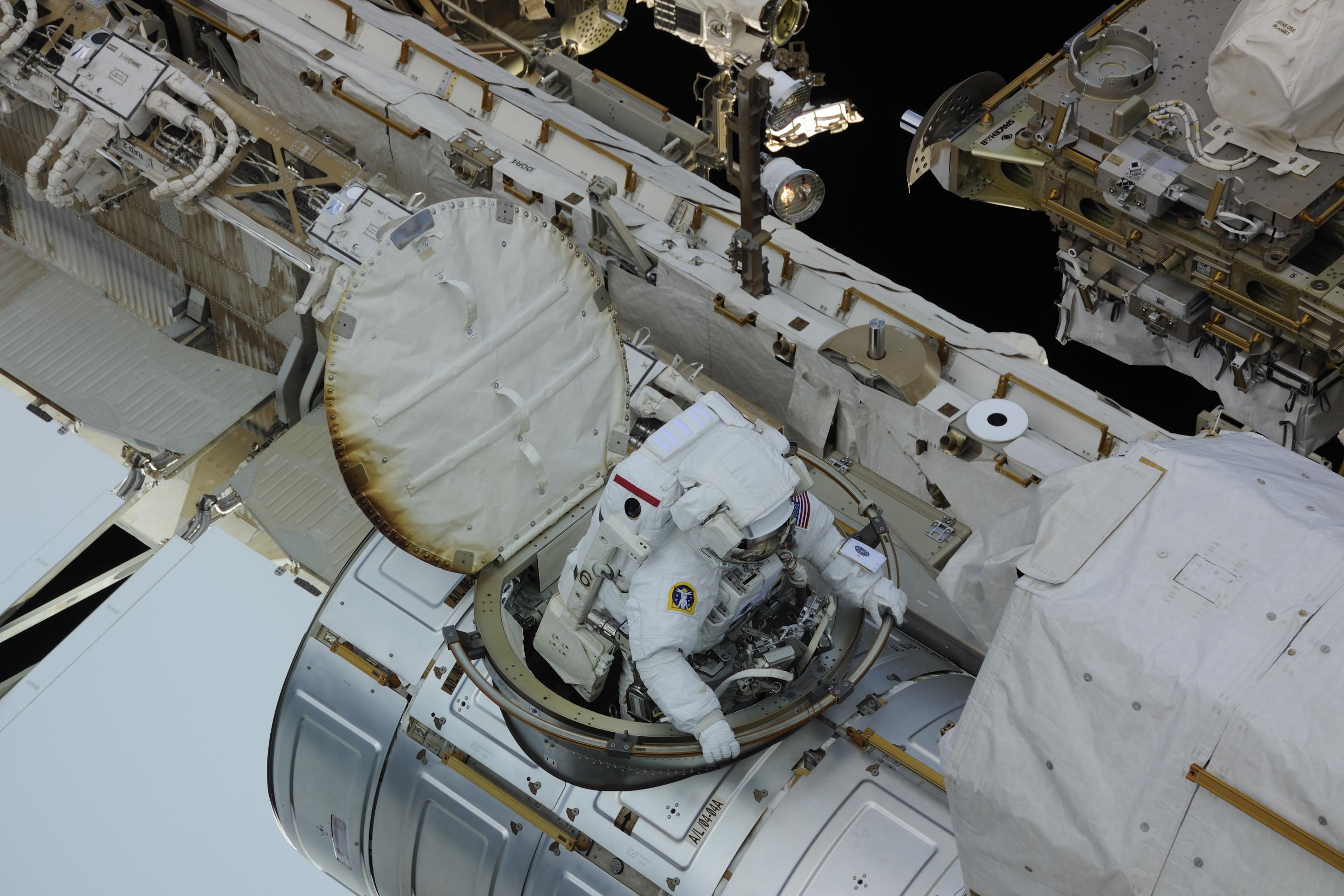
Douglas Wheelock saindo de um escotilha da ISS para iniciar uma caminhada espacial.
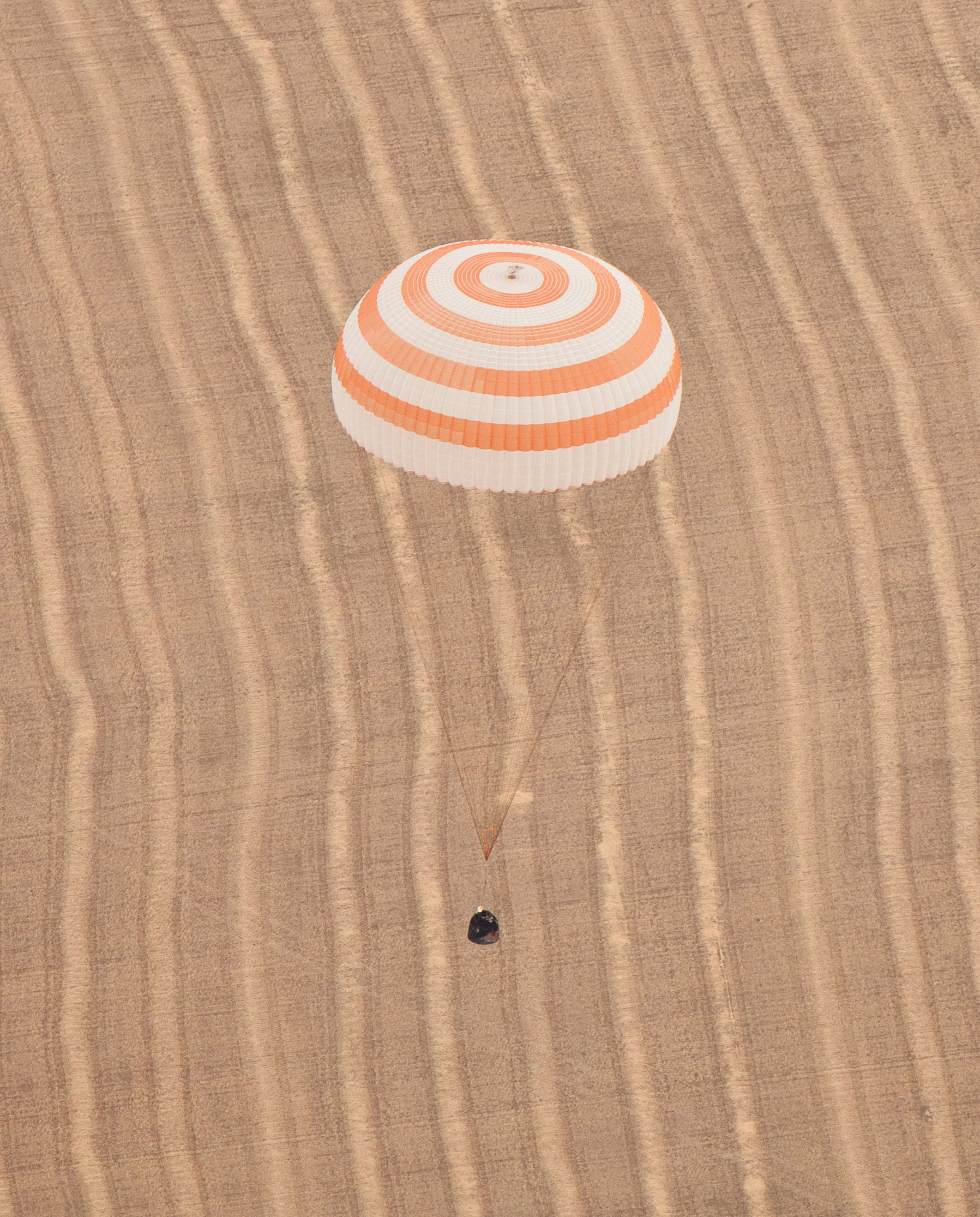
A Soyuz TMA-18 pousa no Casaquistão ao fim da expedição.